# زاندبرگ (بایرن)
زاندبرگ (به آلمانی: Sandberg) یک شهر در آلمان است که در رن-گرابفلد واقع شده‌است. زاندبرگ ۲٬۷۹۲ نفر جمعیت دارد.